# Boeing X-20 Dyna-Soar
Boeing X-20 – pierwszy projektowany samolot kosmiczny, przeznaczony do celów militarnych. Pomysł powstał w USA w 1955 roku w czasie przygotowań do wprowadzenia sztucznych satelitów Ziemi w ZSRR i USA. Projekt oparty był na studyjnych i teoretycznych pracach pioniera astronautyki Eugena Saengera.
Program miał na celu budowę samolotu kosmicznego - bombowca wynoszonego ponad atmosferę przez rakietę i lecącego po odłączeniu na odległość ponad 10 000 km. W styczniu 1958 rozpisano konkurs do którego stanęły czołowe wytwórnie lotnicze. W 1958 zgłoszono siedem projektów, który otrzymał miano Dyna-Soar (skrót od Dynamic Soaring – szybowiec dynamiczny) i oznaczenie prototypowe X-20, w którym liczba wskazywała na prędkość, dokładniej  - wartość liczby Macha, czyli na pojazd zdolny do poruszania się z prędkością przekraczającą dwudziestokrotnie prędkość dźwięku. Projekt odbywał się w latach 1957-1963 i został zakończony krótko po rozpoczęciu budowy pojazdu. Zaraz po locie Sputnika 1 przystąpiono do skonstruowania sześciotonowego, odzyskiwalnego samolotu kosmicznego. Jego budowniczym miał być Boeing, z którym zawarto w tej sprawie kontrakt w 1959 roku, a rakiety nośnej wytwórni Martin Marietta.
W kwietniu 1960 roku zostały zakończone studia wstępne i badania w tunelu aerodynamicznym. Zbudowano makietę naturalnej wielkości i zamierzano przystąpić do budowy prototypu. Program postępował naprzód i US Air Force wybrały sześciu pilotów do latania przyszłym samolotem X-20. Miał on być wynoszony na orbitę za pomocą Titana III i przelatywać szybko nad celem w misji zwiadowczej. Następnie, po odpaleniu na krótko silnika hamującego, schodziłby w dół, wykonując, dzięki skrzydłom w układzie delta o dużym skosie, ponaddźwiękowy ślizg przez górne warstwy atmosfery. Wraz z postępem prac rosły koszty przedsięwzięcia, znacznie przekraczając sumy przeznaczone na program.
Program został zaniechany. 10 grudnia 1963 roku Sekretarz obrony Stanów Zjednoczonych Robert McNamara stwierdził, że przewidywane dla X-20 zadania będzie można lepiej osiągnąć dzięki niewielkiej stacji kosmicznej, nazwanej Załogowym Laboratorium Orbitalnym – Manned Orbiting Laboratory (MOL). Sekretarz odwołał więc projekt X-20, powołał za to MOL, który zresztą po pewnym czasie też został zaniechany.